# Інокутіс
Інокутіс (Inocutis) — рід грибів родини Hymenochaetaceae. Назва вперше опублікована 1984 року.
В Україні зустрічаються трутовик дубовий (Inocutis dryophila) та Трутовик лисичий (Inocutis rheades).

## Галерея

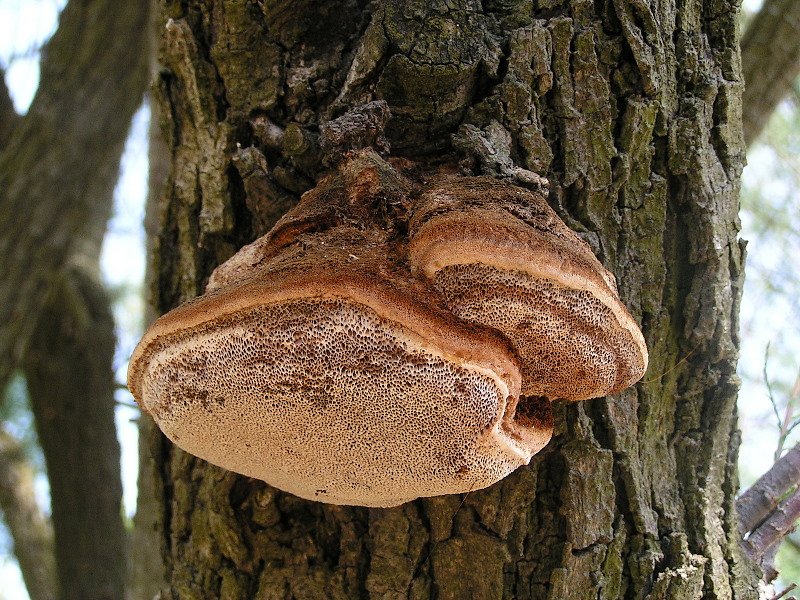
Inonotus tamaricis
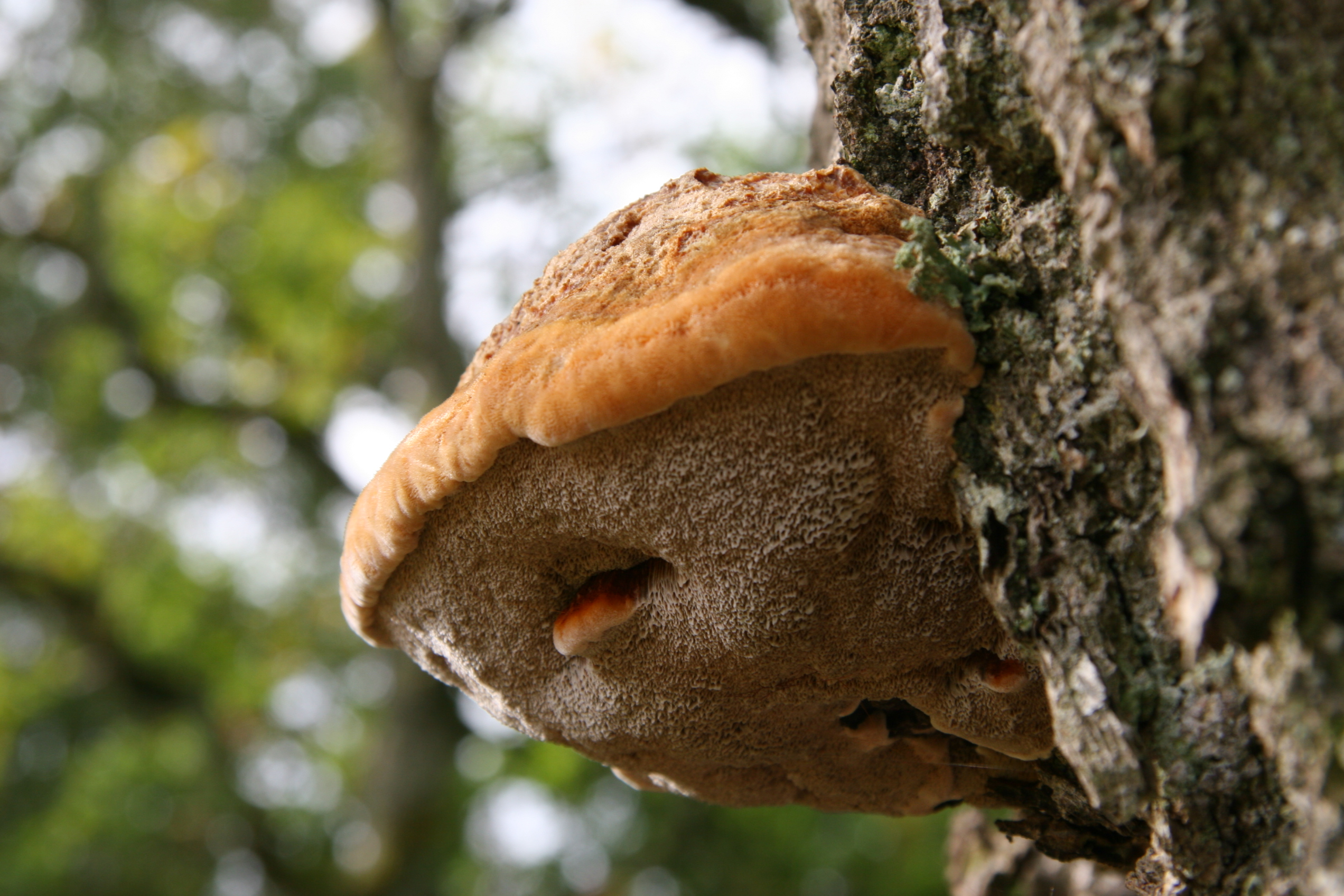
Inonotus dryophilus